# Мейсон Кепвелл
Мейсон Кепвелл (англ. Mason Capwell) — персонаж американской мыльной оперы «Санта-Барбара».

## Проблематика
"Повторяющийся мотив — взгляд со стороны, взгляд противоречивого героя, который действовал бы как катализатор, продвигая сюжет и провоцируя всех остальных героев, создавая семейный и любовный конфликт. Первым из таких героев был Мэйсон (замечательный во всем Лэйн Дэвис), «паршивая овца» Кэпвеллов. Его завистливая и загадочная натура составляет своеобразный античный хор из одного человека, сухо и беспристрастно комментирующего все салонные интриги. ~ Soap Opera Digest (Santa Barbara: On the Right Track)
Одной из основных проблем, которые пытался решить Мейсон, были отношения с родителями. Именно это в первую очередь привлекло многих зрителей.

Это ходячая энциклопедия комплексов и тревог, и некоторые из них можно понять. Сколько вам известно людей, чьи матери и мачехи восставали из мертвых? Мэйсон очень болезненно реагирует на то, что отец лишил его возможности общаться с матерью (еще до её предполагаемой смерти), и он намерен помочь маме сравнять счет. Возможно, потому, что его так часто ранили, Мэйсон чаще всего не делится своими истинными чувствами, а прячет их за маской старательного равнодушия и едкого сарказма. Зритель чувствует, как Мэйсону нужна безусловная любовь отца и как ему больно, когда папа этого не понимает.
Отец и сын предпринимали немало попыток помириться, однако все эти перемирия длились не дольше, чем кризисные моменты, вызвавшие прекращение огня. ~ Статья «Папин сынок», «Соуп Опра Дайджест», 1988

## Биография
Родился в 1954 году. Старший сын нефтяного магната СиСи Кепвелла и его первой жены Памелы Пепперидж.
Получил юридическое образование в Гарвардском Университете. За время сериала: имел частную практику, выступал в качестве окружного прокурора Санта-Барбары, работал в компании «Смит и Маккена», работал в «Кэпвелл Энтерпрайзис».
Страдал алкоголизмом.
В молодости был увлечен влюбленной в его младшего брата мексиканкой Сантаной Андраде. Впоследствии был замечен в интрижке с молодой женой отца Джиной Блейк Демотт Кэпвелл (такая связь вызвала шумный резонанс среди зрителей).
В 1985 г. по-настоящему полюбил монашку Мэри Дювалль. Она затем оставила монастырь и вышла замуж за Марка Маккормика, пострадавшего при несчастном случае (взрыве), в результате чего Марк стал импотентом. Осознав свою любовь к Мейсону, Мэри решила оформить признание брака с Марком Маккормиком недействительным, однако в приступе ярости муж изнасиловал её. По прошествии некоторого времени Мэри обнаружила, что беременна: но от Марка или от Мейсона, она не знала. Многообещающий потенциальный поворот сюжета не был обыгран авторами: Мэри (актриса Козак, Харли Джейн) погибает вместе с нерожденным малышом. Это событие воспринято зрителями с возмущением и искренним горем.
Обезумев от горя, Мейсон на время примыкает к рядам последователей евангелистки Лили Лайт (1986).
Затем, придя в себя, он вновь берется за юридическую практику и откликается на предложение коллеги, советника Джулии Уэйнрайт (актриса Нэнси Ли Гран) помочь ей зачать ребёнка. Так называемый «бэби-контракт» приводит к зарождению настоящего чувства, в которое сами герои поначалу отказываются верить.
Тем временем, Мейсон узнаёт, что актриса Виктория Лейн (внешне похожая на трагически погибшую Мэри) беременна от Круса, жениха Иден Кепвелл (единокровной сестры Мейсона). Он женится на Виктории, чтобы узаконить ребёнка, защитить сестру, а также чтобы выполнить желание отца.
У Джулии и Мейсона рождается дочь Саманта Иден Уэйнрайт. У Виктории рождается сын Ченнинг Крейтон Кэпвелл III («Чип»).
Любовный треугольник «Мейсон — Виктория — Джулия» находится в центре внимания зрителей в 1987—1988 гг. Наркотическая зависимость Виктории и любовь Мейсона к Джулии в конце концов приводят к краху брака. Однако алкоголизм и психологические проблемы мешают Мейсону строить отношения с Джулией.
В 1988—1989 гг. Мейсон страдает от раздвоения личности, воображая себя ковбоем Санни Спрокетом. В этом состоянии он женится на бывшей мачехе Джине Блейк Демотт Кэпвелл Тиммонз. Преодолев это расстройство, Мейсон женится на Джулии Уэйнрайт.
(На этом заканчивается период, когда Мейсона Кепвелла играл Лэйн Дэвис.)
На протяжении сериала Мейсон оказывается жертвой похищения и пыток, несколько раз впадает в кому, один раз теряет память и страдает от раздвоения личности. Он четыре раза женится (два раза на Джулии Уэйнрайт) и, к финальным титрам сериала, выступает как биологический отец одного ребёнка, приемный отец второго и ожидает рождения ещё одного общего ребёнка с Джулией.

## Романы
- Сантана Андраде (1984)
- Джина Демотт Кепвелл (1985, 1989)
- Мэри Дюваль Маккормик (1985—1986)
- Джулия Уэйнрайт Кепвелл (супруга № 2) (1986—1993)
- Виктория Лэйн Кепвелл (супруга № 1) (1986—1988)
- Вероника (секретарь) (1984)
- Дженис Харриссон (1985—1986)
- Лили Лайт (1986)
- Кассандра Бенедикт (1990—1992)